# Antoni Supraski
Antoni Supraski – święty prawosławny, męczennik.

## Życiorys
Antoni Supraski urodził się na terytorium Wielkiego Księstwa Litewskiego w rodzinie prawosławnej, o której statusie społecznym nic nie wiadomo. Również jego imię świeckie jest nieznane. Według tradycji w młodości odznaczał się gwałtownym charakterem i w gniewie popełnił zbrodnię zabójstwa. Pragnąc odpokutować za grzech, wstąpił do monasteru w Supraślu, co miało miejsce przed 1506.
Uważając sprawowaną pokutę za niewystarczającą, Antoni prosił przełożonego monasteru o zezwolenie na udanie się do kraju muzułmańskiego, by mógł zostać męczennikiem. Ihumen nie wyraził jednak zgody. Antoni otrzymał jedynie pozwolenie na wyjazd na Górę Athos, gdzie złożył śluby wielkiej schimy i przyjął imię Onufry. Następnie udał się do Tesalonik i wszedł do meczetu urządzonego w dawnej cerkwi Matki Bożej, po czym demonstracyjnie zaczął się modlić. Został aresztowany i wtrącony do więzienia, żądano od niego przejścia na islam. Mnich konsekwentnie jednak odmawiał i atakował tę religię. Wreszcie został na rozkaz naczelnika miasta skazany na spalenie na stosie. Idąc na miejsce egzekucji, Antoni nadal krytykował islam, wreszcie plunął w twarz jednemu ze strażników. W tym momencie został śmiertelnie uderzony maczugą. Jego ciało zostało spalone.